# 烏克蘭體育
在烏克蘭，一些體育項目，如足球和角力在19世紀就開始流行。蘇聯時期，政府十分體育教育。蘇聯解體後，烏克蘭仍有眾多體育場、體育館、游泳池等體育設施。烏克蘭的體育運動主要由烏克蘭奧委會管理。烏克蘭最受歡迎的體育運動是足球，烏克蘭最高級別的足球聯賽是烏克蘭足球超級聯賽。除了足球之外，籃球、搏擊、冰球、橄欖球等運動也十分受歡迎。